# 周恩来同志在沪早期革命活动旧址

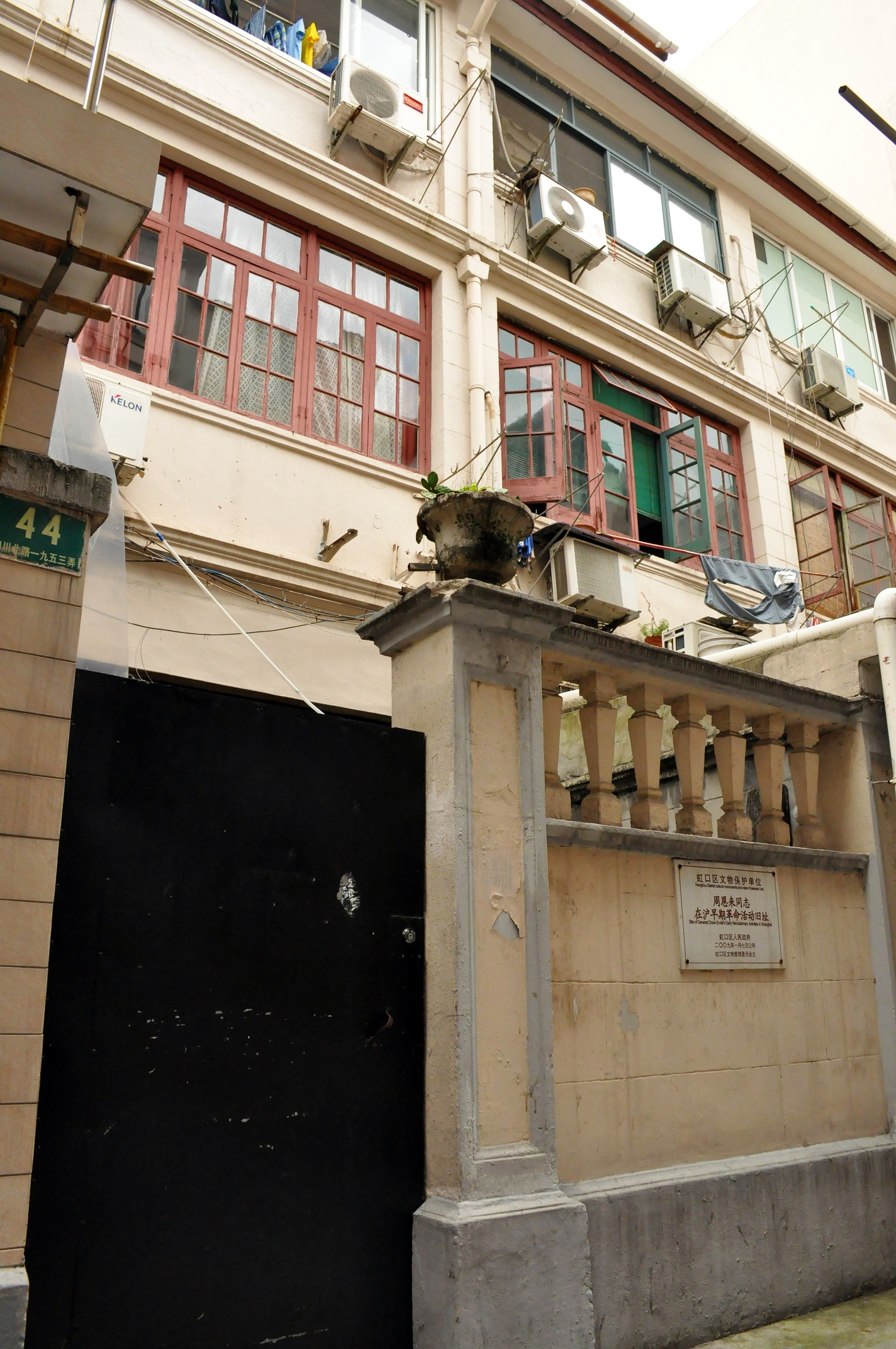

周恩来同志在沪早期革命活动旧址是中国上海的一处近现代重要史迹，位于虹口区四川北路街道1953弄永安里44号。这是一幢建于1925年的三层石库门新式里弄住宅，是周恩来的堂伯母家的住所。1927年到1931年间，这里曾是周恩来夫妇为危急时期的一处秘密藏身地点。1931年顾顺章被捕后，周恩来夫妇秘密藏身于此，并从这里逃脱，到达苏区。
2009年，永安里44号周恩来同志在沪早期革命活动旧址被列为虹口区文物保护单位。2014年4月4日，周恩来同志在沪早期革命活动旧址被列为第八批上海市文物保护单位。  